# 朱恩樂
朱恩樂（土耳其語：Onur Doğan，1987年9月8日—），出生在土耳其的伊斯坦布尔，是第一位歸化中華民國籍的足球運動員，
目前效力於台灣企業甲級足球聯賽臺灣石虎，司職前鋒，球風猛勁為台灣本土球員少有，因而有「土耳其火槍兵」的稱號。

## 球員生涯
朱恩樂六歲開始接觸足球，母親發現他的天份，讓他接受當地恰纳卡莱达达尼尔青年隊的測試，選為青年軍一員，從青年二軍開始17歲時爬升至一軍，直到加入當地聯賽隊伍，先後踢過贡高伦运动、Mahmudiye Belediye Spor、Arslanca Spor、恰纳卡莱达达尼尔等隊伍，他在土耳其的出賽級別為TFF2與TFF3。
他與妻子朱庭萱的相識，是透過社群網站認識朱恩樂，再以網路維持感情進而結婚，目前兩人育有一兒一女。
妻子朱庭萱為他找到大同的機會並且通過測試，朱恩樂的出色腳法與身材優勢，替大同在前場的進攻得分上大有突破，2010年起在大同踢了兩年的城市聯賽，雖然與冠軍擦身而過，但在2012年，進入北體就讀的第一年，就幫助北體完成UFA奪冠連霸工作，2013年及2014年也替北體（2014年改制為臺北市立大學）再度奪得冠軍完成四連霸，2013年還獲得了金靴獎，也入選了最佳11人，2013年也助聯賽球隊大同獲得睽違6年的冠軍。
於2010年時，2014年世界盃外圍賽亞洲區第一輪前，當時的中華足協理事長盧崑山就力邀朱恩樂披上中華隊的戰袍，礙於當時移民法規與政府長期對足球的不重視，此案就此告吹。2013年，朱恩樂決心選擇放棄土耳其國籍決定歸化為中華民國籍，因2013年度協助球隊奪得聯賽冠軍加持下，經過足協、內政部、體育署多方溝通與協助終於在2014年正式歸化為中華民國籍，成為中華民國足球史上第一名外籍歸化球員。
2015年底，和中甲球隊梅州客家簽約。
2016年10月18日，回台服替代役，在基本訓練期間，役政署確認朱恩樂實際有兩名年幼子女後讓他提前退役。
2017年8月6日，朱恩樂離開梅州客家，為球隊效力期間出賽56場打進50球。自中甲離開的朱恩樂返回台灣後加入了大同隊並參與2018年台灣企業甲級足球聯賽。
回歸大同的首個賽季，朱恩樂與馬可組成鋒線搭檔多有發揮，攜手助大同二連霸台甲聯賽。

## 國際賽事
2015年，於2018年世界盃資格賽亞洲區第一輪作客汶萊踢進個人在國家隊的第一球，此球也幫助中華隊取得晉級第二輪的資格。

## 俱樂部進球紀錄
更新日期：2021年12月19日 
| 賽季 | 球隊       | 聯賽名稱             | 聯賽 等級 | 聯賽 | 聯賽 | 盃賽 | 盃賽 | 總計 | 總計 |
| 賽季 | 球隊       | 聯賽名稱             | 聯賽 等級 | 出場 | 進球 | 出場 | 進球 | 出場 | 進球 |
| ---- | ---------- | -------------------- | --------- | ---- | ---- | ---- | ---- | ---- | ---- |
| 2010 | 大同       | 全國城市足球聯賽     | 1         | 10   | 10   | -    | -    | 10   | 10   |
| 2011 | 大同       | 全國城市足球聯賽     | 1         | 14   | 9    | -    | -    | 14   | 9    |
| 2012 | 大同       | 全國城市足球聯賽     | 1         | 14   | 10   | -    | -    | 14   | 10   |
| 2013 | 大同       | 全國城市足球聯賽     | 1         | 11   | 11   | -    | -    | 11   | 11   |
| 2014 | 大同       | 全國城市足球聯賽     | 1         | 7    | 10   | -    | -    | 7    | 10   |
| 2016 | 梅州客家   | 中國足球協會甲級聯賽 | 2         | 28   | 8    | 2    | 1    | 30   | 9    |
| 2017 | 梅州客家   | 中國足球協會甲級聯賽 | 2         | 20   | 1    | 0    | 0    | 20   | 1    |
| 2018 | 北市大同   | 台灣企業甲級足球聯賽 | 1         | 13   | 8    | -    | -    | 13   | 8    |
| 2019 | 北市大同   | 台灣企業甲級足球聯賽 | 1         | 18   | 14   | -    | -    | 18   | 14   |
| 2020 | 北市大同   | 台灣企業甲級足球聯賽 | 1         | 17   | 3    | -    | -    | 17   | 3    |
| 2021 | 台中FUTURO | 台灣企業甲級足球聯賽 | 1         | 0    | 2    | -    | -    | 0    | 2    |
| 总计 | 总计       | 总计                 | 总计      | 152  | 86   | 2    | 1    | 154  | 87   |

## 国家队記錄

### 出賽記錄
| 中華台北                 | 中華台北 | 中華台北 | 中華台北 |
| 年度                     | 出賽     | 進球     | 參考     |
| ------------------------ | -------- | -------- | -------- |
| 2014                     | 3        | 0        | [ 19 ]   |
| 2015                     | 3        | 2        | [ 19 ]   |
| 2016                     | 1        | 0        | [ 19 ]   |
| 2017                     | 6        | 1        | [ 19 ]   |
| 2018                     | 7        | 3        | [ 19 ]   |
| 2019                     | 7        | 0        | [ 19 ]   |
| 總計                     | 27       | 6        | [ 19 ]   |
| 最後更新於2019年11月14日 |          |          |          |

### 進球記錄
- 仅列出国际A级比赛进球

| 地点         | 时间           | 主队     | 比分  | 客队     | 赛事                           | 进球 | 累計進球 |
| ------------ | -------------- | -------- | ----- | -------- | ------------------------------ | ---- | -------- |
| 斯里巴卡旺市 | 2015年3月17日  |          | 0 - 2 | 中華臺北 | 2018年世界盃資格賽亞洲區第一輪 | 1    | 1        |
| 台北市       | 2015年10月9日  | 中華臺北 | 5 - 1 | 澳門     | 國際友誼賽                     | 1    | 2        |
| 台北市       | 2017年10月10日 | 中華臺北 | 2 - 1 | 巴林     | 2019年亞洲盃資格賽第三輪       | 1    | 3        |
| 台北市       | 2018年9月7日   | 中華臺北 | 2 - 0 | 马来西亚 | 國際友誼賽                     | 1    | 4        |
| 台北市       | 2018年11月13日 | 中華臺北 | 2 - 1 | 蒙古国   | 2019年東亞盃第二輪             | 2    | 6        |